# Luau
Luau é uma cidade e município da província do Moxico Leste, em Angola.
O município tem 3 839 km² e cerca de 31 mil habitantes. É limitado a oeste e a norte pelo município de Cassai Sul, a leste pela República Democrática do Congo, e a sul pelos municípios de Lago-Dilolo e Luacano.
O município é constituído apenas pela comuna-sede, correspondente à cidade de Luau.

## História
Luau fazia parte do Congo Belga antes do tratado territorial entre a Bélgica e Portugal, firmado em Luanda em 22 de julho de 1927.
Em 1966 a região de Luau torna-se uma das principais zonas de operação do Movimento Popular de Libertação de Angola (MPLA), cabeça de ponte fundamental na estruturação da exitosa Frente Leste da Guerra de Independência de Angola. Porém, em 24 de dezembro de 1966 ocorreu outro episódio significativo da luta anticolonial, quando a União Nacional para a Independência Total de Angola (UNITA) lança um de seus primeiros ataques armados, justamente àquela cidade, resultando na morte de José Maria Soares da Silva, chefe da PIDE no leste angolano e de três civis. Mesmo com o ataque da UNITA, a cidade permaneceu sob controle português e a zona circundante da cidade permaneceu sob controle do MPLA, que, após dois anos de cerco militar, conseguiu derrotar as tropas portuguesas em 1968 e fazer dali uma de suas mais importantes bases militares até 1972..
Em 1975 a cidade deixou definitivamente de chamar-se "Vila Teixeira de Sousa", passando a deter o nome de Luau.
Anteriormente um município da província de Moxico, em 5 de setembro de 2024 foi transferido para a jurisdição da nova província de Moxico Leste.

## Infraestrutura
Este município é atravessado pelo Caminho de Ferro de Benguela que aqui chega ao seu termo em território angolano. Sua ligação final é com o Porto do Lobito, já na costa atlântica. Da cidade, prosseguindo pelo Caminho de Ferro de Benguela em direção ao leste, chega-se à ricas áreas de mineração da região de Catanga.
Por meio da rodovia EN-250/TAH 9 o município é ligado ao Luacano e à Luena, ao sul, e; à Dilolo (Congo-Quinxassa), ao leste. Já por meio da rodovia EN-240, chega-se à comuna de Cazaje, à oeste. A mesma EN-240 dá acesso à EN-190, que a liga até Saurimo.
Luau também é servida pelo Aeroporto General Sapilinha Sambalanga.